# Bumiwangi
Bumiwangi is een bestuurslaag in het regentschap Bandung van de provincie West-Java, Indonesië. Bumiwangi telt 12.461 inwoners (volkstelling 2010).